# Azul Álvarez
Azul Kayla Álvarez Walker (24 de marzo de 2003) es una futbolista mexicana, que juega como portera en el Lonestar FC y en la Selección femenina de futbol sub-17 de México.

## Selección femenina de fútbol
Azul fue convocada a la Selección de futbol para Copa Mundial Femenina de Fútbol Sub-17 de 2018 que se realiza en Uruguay.